# Мастеровой (фильм, 1968)
«Мастеровой» (англ. The Fixer, также «Посредник») — кинофильм. Экранизация одноименного романа Бернарда Маламуда.

## Сюжет
Фильм о Якове Боке — еврее, проживающем в Российской империи. Он несправедливо обвинен в кровавом заговоре. Сюжет фильма и произведения, на котором основан сценарий, взят из дела Бейлиса.

## В ролях
| Актёр            | Роль           |
| ---------------- | -------------- |
| Алан Бейтс       | Яков Бок       |
| Дирк Богард      | Бибиков        |
| Элизабет Хартман | Зинаида        |
| Джорджия Браун   | Марфа Голов    |
| Хью Гриффит      | Лебедев        |
| Иэн Холм         | Грубешов       |
| Дэвид Опатошу    | Латке          |
| Дэвид Уорнер     | граф Одоевский |
| Мюррей Мелвин    | священник      |
| Уильям Хатт      | царь           |
| Джек Гилфорд     | Шломо          |

## Награды
| Год  | Премия           | Номинация                                     | Персона       | Результат |
| ---- | ---------------- | --------------------------------------------- | ------------- | --------- |
| 1969 | «Оскар»          | Лучшая мужская роль                           | Алан Бейтс    | Номинация |
| 1969 | «Золотой глобус» | Лучший фильм — драма                          |               | Номинация |
| 1969 | «Золотой глобус» | Лучшая мужская роль — драма                   | Алан Бейтс    | Номинация |
| 1969 | «Золотой глобус» | Лучшая мужская роль второго плана — Кинофильм | Хью Гриффит   | Номинация |
| 1969 | «Золотой глобус» | Лучший сценарий                               | Далтон Трамбо | Номинация |